# Tubulipora lobulata
Tubulipora lobulata är en mossdjursart som beskrevs av Arthur Hill Hassall 1841. Tubulipora lobulata ingår i släktet Tubulipora och familjen Tubuliporidae. Inga underarter finns listade i Catalogue of Life.